# Defence for Children International
Pour les articles homonymes, voir DCI.
Defence for Children International ou DCI (en français : Défense internationale des enfants) est une Organisation non gouvernementale indépendante fondée en 1979 (Année internationale de l'enfance). 
Elle a le but d'assurer l'action internationale en faveur des droits de l'enfant mentionnés dans la Convention internationale des droits de l'enfant. 

## Organisation
Le secrétariat international se trouve à Genève en Suisse. Actuellement, elle a 48 sections et membres affiliés ainsi qu'une représentation au siège des Nations unies à New York. Le mouvement DCI est actif à l'échelon mondial, régional, national et local. À l'échelon mondial, DCI se focalise sur le lobbyisme par son engagement pour les droits des enfants et la surveillance de l'exécution de la Convention internationale des droits de l'enfant par les États. 
Les sections travaillent à protéger, défendre les enfants, et défendre les droits des enfants et des jeunes en conflit avec la loi. Les principaux thèmes abordés sont :
- travail des enfants
- justice des jeunes
- prostitution des enfants
- les enfants dans des conflits
- éducation des droits des enfants.

Comme d'autres organisations des droits humains, DCI est membre de la coalition pour mettre fin à l'utilisation d'enfants soldats. 
DCI a un statut consultatif :
- au Conseil économique et social des Nations unies
- à l'Unicef
- à l'Organisation des Nations unies pour l'éducation, la science et la culture
- au Conseil de l'Europe.